# Chiesa di Santa Maria Assunta (Sarentino)
La chiesa di Santa Maria Assunta (in tedesco Maria Himmelfahrt in Sarnthein) è la parrocchiale patronale di Sarentino in Alto Adige. Fa parte del decanato di Bolzano-Sarentino e la sua storia inizia probabilmente nel XIV secolo.

## Storia
La chiesa con dedicazione a Maria Assunta nel paese di Sarentino ebbe la sua prima citazione storica nel 1211 e poi una seconda nel 1309. Probabilmente venne costruita in epoca precedente e di quel periodo è sicuramente la torre campanaria, innalzata nel XIV secolo, mentre il resto della struttura è stato col tempo modificato, ampliato e ricostruito.
Attorno al XV secolo gli interni vennero decorati con affreschi, e lo stesso avvenne in quel momento storico in molti luoghi di culto presenti nel territorio vicino, come ad esempio per i notevoli dipinti murali della chiesa di San Nicolò a Valdurna.
Durante gli anni ottanta del XX secolo la piazza accanto alla chiesa fu interessata da lavori ed in tale occasione vennero ritrovate resti delle strutture di fondamento di un'antica abside di epoca romana.

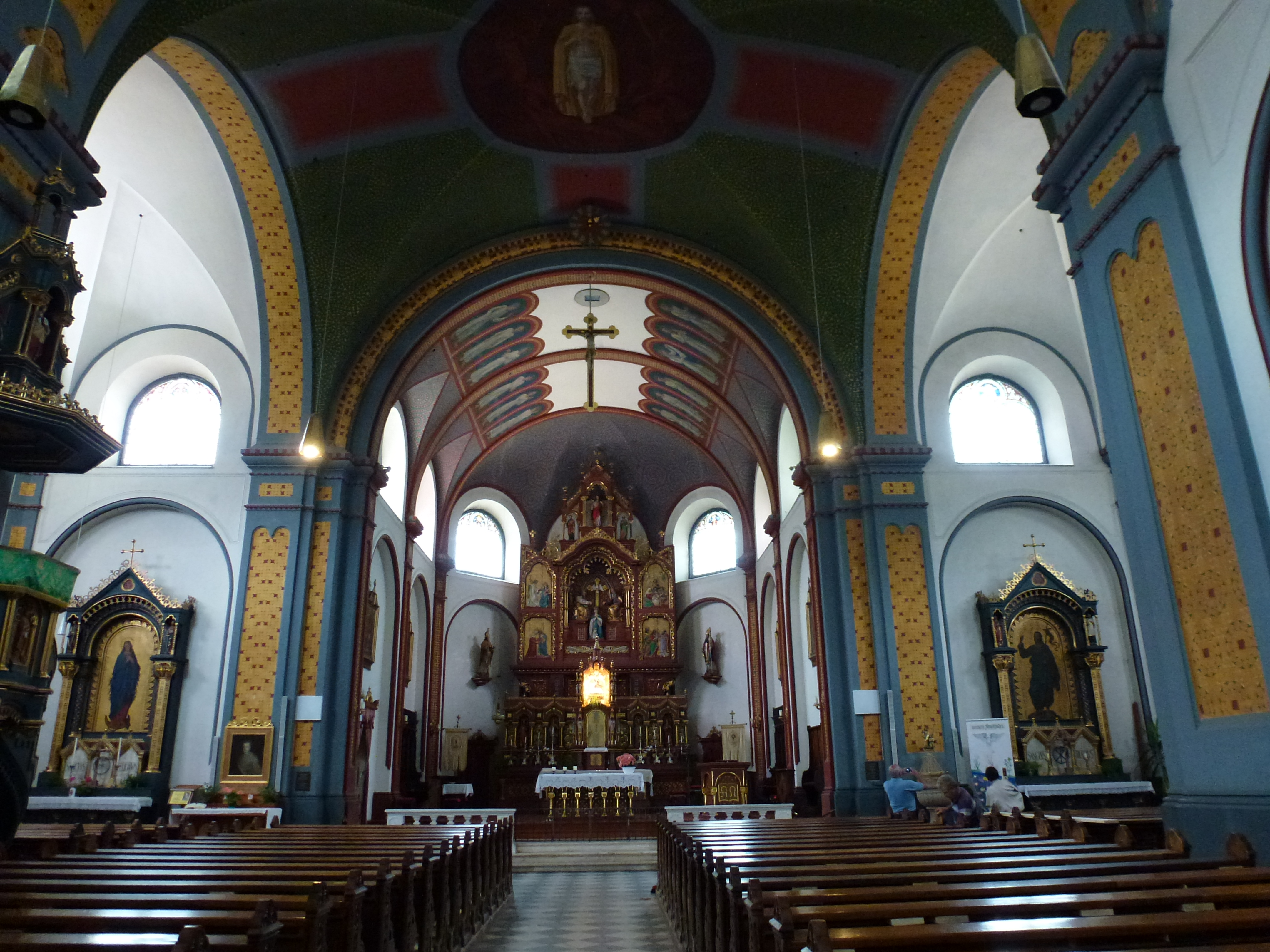
Navata e parte presbiteriale con altar maggiore e cappelle laterali di Santa Maria Assunta.

### Tradizione popolare
Tradizionalmente il 15 agosto dalla chiesa parte una processione seguita poi da un concerto per celebrare la festività patronale dell'Assunzione di Maria.

## Descrizione
La chiesa si trova nel centro storico di Sarentino ed è conosciuta anche per il suo notevole altar maggiore.
Il suo orientamento è verso sud est e il prospetto principale, che si affaccia sulla piazza principale, è di grandi dimensioni e suddiviso verticalmente in tre parti separate da lesene. Il portale è monumentale, con lunetta cieca affrescata, affiancato da due finestre a bifora. Nella parte mediana, lateralmente, due grandi finestre a bifora e in alto, al centro, il grande rosone. 
La torre campanaria, romanica, è in pietra a vista e si trova sulla parte destra dell'edificio. Nella parte alta, sotto la guglia di copertura a forma di piramide acuta a base poligonale, tre ordini di finestre di apertura complessiva descrescente scendendo dall'alto in basso.
L'interno ha cappelle laterali, e tutti gli altari lignei presenti sono di grande interesse.
A breve distanza dalla chiesa si trova la casa parrocchiale di Sarentino.